# Ardeae
Az ardeae egy génelemzés alapján 2014-ben létrehozott klád a madarakon belül, melynek két alcsoportja van, az eurypygimorphae és az aequornithes. Régebben az eurypygimorphae tagjait eredetileg az ellentmondásos metaves csoportba sorolták, az aequornithesről pedig úgy gondolták, hogy a turákófélék vagy a darualakúak testvércsoportja.